# Slop
Ne doit pas être confondu avec Slop (intelligence artificielle).
Les slops sont des déchets maritimes, des boues qui restent au fond des citernes des navires : quand on stocke du pétrole brut ou d'autres produits pétroliers, après un certain temps, il y a décantation des produits lourds et des impuretés qui forment un magma de produits au fond de la capacité. Cette couche de produits est appelée slop. 
On peut collecter ce slop ou bien le purger et l'injecter à petites doses dans le brut à traiter, afin de ne pas modifier les caractéristiques propres à ce brut ou encore le distiller. 
Les slops font l'objet d'une convention internationale (convention Marpol), qui interdit de les rejeter en mer. Les slops sont exportables pour être retraités dans des installations adéquates,. 

## Dans le domaine de l'intelligence artificielle
Le « slop » désigne également de manière figurée les contenus de faible qualité générés en masse par l'intelligence artificielle,.